# 甘狼このみ
甘狼 このみ（あまかみ このみ）は、ミリプロ / MillionProductionに所属するバーチャルライバー、バーチャルアイドル。キャラクターデザインは甘狼このみ本人。主な活動場所はYouTube。
自作の2Dアバターを使用し、イラスト描画、雑談、ゲーム実況を主体とした生放送をYouTubeで配信している。

## 来歴
- 2022年12月23日、デビュー[3]
- 2023年
  - 1月9日、チャンネル登録者1万人達成
  - 2月28日、チャンネル登録者5万人達成
  - 3月26日、チャンネル登録者10万人達成
  - 4月1日、ミリプロ設立
  - 5月12日、チャンネル登録者20万人達成
  - 7月14日、チャンネル登録者30万人達成
  - 9月1日、チャンネル登録者40万人達成
  - 12月9日、チャンネル登録者50万人達成[4]
  - Youtube公式発表の急成長クリエイター部門2023年内9位[5][6]
- 2024年
  - 4月10日、ちゃお読者による好きなVTuberアンケートの結果で2位[7][8]
  - 11月7日、初書籍出版[9]
  - 11月17日、チャンネル登録者60万人達成
- 2025年
  - 1月25日、3Dお披露目[10]

## 人物
保育園の頃から絵を描く事が好きであり、美術大学に通っていた時期もある。
悩みがあった時に配信者の動画を見て元気をもらったことで、自分もそのような存在になりたいと考えたことが、Vtuberになったきっかけである。
2023年4月1日に自身を0期生として、VTuber事務所のミリプロを設立した。

## キャラクターデザイン
- 音ノ乃のの
- あくび・でもんすぺーど
- 音ノ瀬らこ
- ゆらぎゆら
- 小廻こま

## タイアップ
2023年
- 3月25日 株式会社uyet コラボPR
- 4月12日 原神
- 6月23日から8月23日 ファミリーマートｘミリプロコラボ  ミリプロコレクション
- 8月11日 崩壊:スターレイル

2024年
- 4月3日 MSIノートPCイメージキャラクター・オフィシャルVTuber
- 4月9日 ローソン限定『VTuberスタイル ミリプロ BOOK』

2025年
- 5月9日 1/7スケールフィギュアの受注生産予約開始。
- 6月28日 OLYMPIAオリジナルコラボグッズ

## 書籍
- 完全セルフVTuberが教える！ 一瞬で“かわいい”が作れるイラスト術（2024年11月、KADOKAWA ISBN 9784046068804）

## ミリプロ
ミリプロ（英: Milion Production）は、日本のバーチャルYouTuber事務所である。設立者は、甘狼このみ。

### 概要
会社名の「Million」には無数なという意味があり、無限の可能性を秘めたタレントたちが飛躍できるようなサポートをしていきたいという意味が込められている。箱推しをするファンが多い。VTuber事務所のカオスマップに掲載され、人気が急上昇しているとされている。

### 沿革
2023年4月1日に、甘狼このみによってミリプロが設立された。自身が0期生として活動を開始する。
2024年4月8日に、「株式会社Million Production」として法人化した。

### 所属タレント
（）内は初配信、または発表された日。

#### ○期生
0期生
- 甘狼このみ（2023年4月1日 - ）

1期生
- 音ノ乃のの（2023年6月3日 - ）

2期生
- あくび・でもんすぺーど（2024年1月9日 - ）

3期生
- 小廻こま（2025年3月22日 - ）

#### ミリプロNova
Novaは新生という意味。目標を達成してデビューした研究生。
- 音ノ瀬らこ（2024年6月8日[30] - ）
- ゆらぎゆら（2024年6月9日[31] - ）
- 虹深°ぬふ　(2025年8月8日 - )

#### ミリプロUNI
Novaに続く音楽特化型グループ。universeとuniqueとunisonから来ている。
- 眠雲ツクリ（2025年5月17日 - ）
- 雨夜リズ（2025年5月18日 - ）

#### 事務所スタッフ
- 夏宮らむね（2023年10月13日 - ）
- 花籠まれ（2024年3月6日 - ）
- 真白ぽん（2024年5月23日 - ）

#### 事務所クリエイター
- チョコミント（2023年8月16日 - ）
- じん（2023年8月19日 - ）
- 9-ri（2024年3月9日 - ）

### タイアップ
2023年
- 6月23日、ファミリーマートのファミマプリントにてミリプロコレクションが販売された。

2024年
- 2月9日、岡山県新見市の新興隊大使に任命されたことを発表。
- 2月24日 - 3月6日、新見市にふるさと納税を行うことで、オリジナル雑誌や、限定デザインカードを入手できた。
- 12月30日、Astromedaとのコラボ。描き下ろしイラストのパソコンのコラボ販売。

2025年
- 4月1日 - 、ヴィレッジヴァンガードとのコラボ。オリジナルグッズの販売。
- 4月4日 - 4月13日、4月25日 - 5月6日、タワーレコードとのコラボ。オリジナルグッズの販売。
- 5月16日 - 5月28日、eeo POP-UPSTOREとのコラボ。オリジナルグッズの販売。
- 6月13日 - 9月15日、ラウンドワンとのコラボ。オリジナルグッズ、コラボドリンク・フードの販売。

### 関連メディア
- 2024年4月9日 ローソンより、「VTuberスタイル ミリプロ BOOK」が発売される[17]。
- 2024年12月17日発売の『コミックアルナ』（KADOKAWA）2025年1月号（30号）より漫画『みりぷろ -無数の繋がりを目指して-』の連載が開始される[40][41]。漫画は葛西尚が担当[41]。